# X62

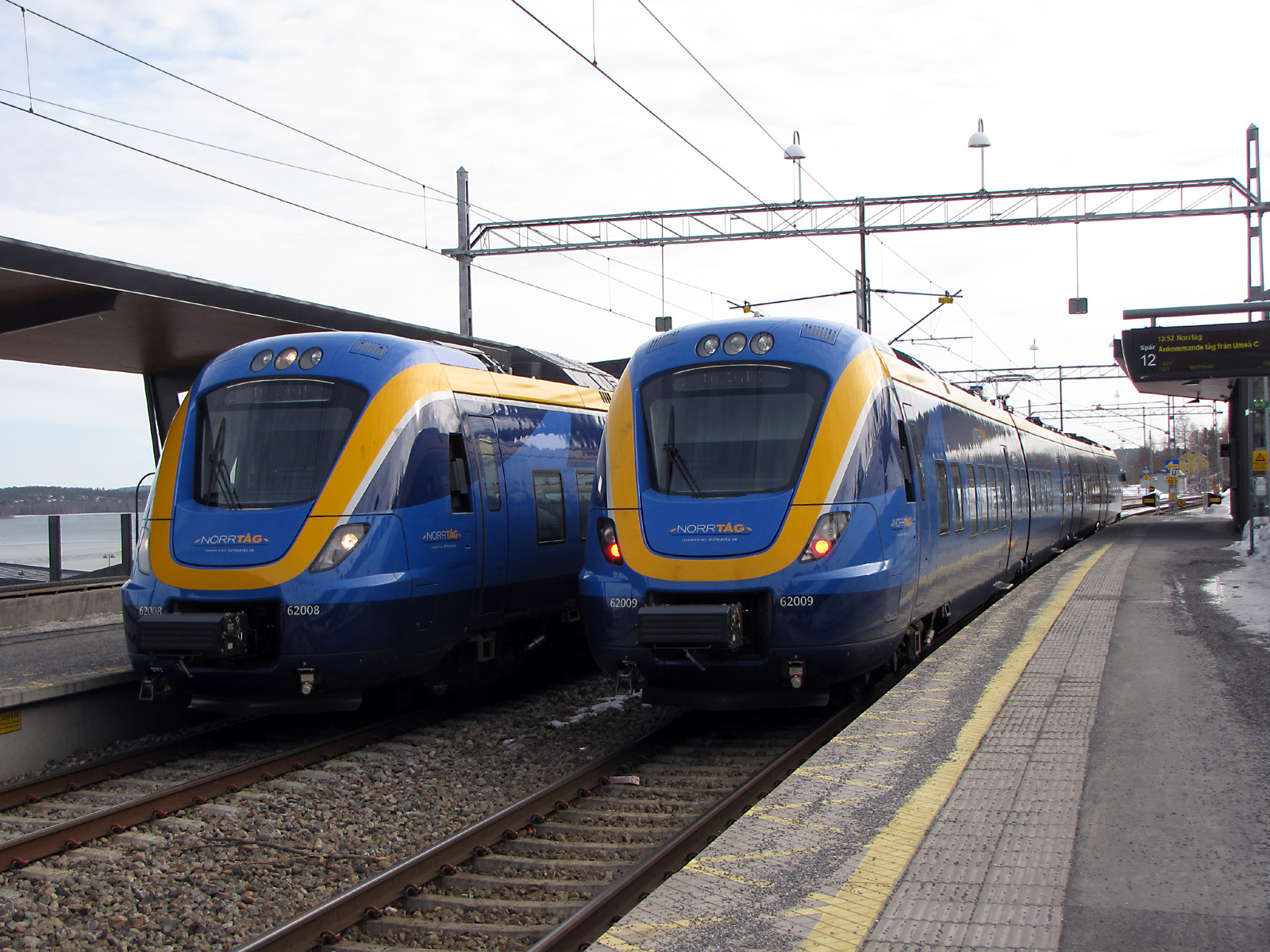
Regionaltågen som trafikerar Botniabanan är av modell X62.

X62 är en variant av motorvagnståget Alstom Coradia Nordic, tillverkat av Alstom. Tåget är en variant av tågtyperna X60 och X61. Tågsättet består av fyra fast sammansatta vagnkorgar och är totalt 74,3 meter långt (motsvarar ungefär tre konventionella personvagnar). Tågen är tillverkade i Salzgitter i Tyskland.
Norrtåg AB som ägs av Norrlandslänen (utom Gävleborg), beställde i oktober 2008 elva tågsätt via Transitio, för leverans hösten 2010. De kallas X62 och går på Botniabanan, Ådalsbanan, Mittbanan, Stambanan genom övre Norrland och Malmbanan. Dessa tåg har toppfarten 180 km/h, mot 160 km/h med X61. Tågen har även lite bättre komfort än X61, då de körs på linjer med flera timmars körtid. De har större stolsavstånd och en serveringsavdelning.
Det första X62-tåget kördes till Västerås, för slutmontering av inredning med mera, i oktober 2010. X62 sattes i begränsad trafik under hösten 2011. Därefter skedde en löpande idrifttagning på övriga norrlandssträckor och i augusti 2012 öppnades även Ådalsbanan  mellan Sundsvall och Kramfors varvid tågen kunde trafikera hela sträckan Sundsvall–Umeå. Förseningen berodde på olika tekniska problem, särskilt med fordonens utrustning till signalsystemet ERTMS.
Under vintern 2012 rapporterades stora svårigheter för X62 att klara större snömängder. Vagnarnas undersidor blir nedisade och packad snö slår ut tågens bromssystem, vilket i sin tur lett till inställda tåg. Ett omfattande arbete har inletts tillsammans med tillverkaren för att komma tillrätta med dessa problem.[källa behövs] Bland annat har en inomhushall byggts, där tåg kan stå om natten och tina is, en metod som använts i Stockholm.